# Dan Coats
Daniel Ray Coats (Jackson, Míchigan; 16 de mayo de 1943) es un político y exdiplomático estadounidense que sirvió como el quinto director de Inteligencia Nacional entre 2017 y 2019, bajo la presidencia de Donald Trump. Miembro del Partido Republicano, fue senador de los Estados Unidos por Indiana entre 1989 y 1999; y nuevamente entre 2011 y 2017. 
Fue embajador de los Estados Unidos en Alemania de 2001 a 2005, y miembro de la Cámara de Representantes de los Estados Unidos entre 1981 y 1989, en representación del 4.° distrito congresional de Indiana. Sirvió en el Comité Selecto de Inteligencia del Senado de los Estados Unidos.

## Biografía
Nacido en Jackson (Míchigan), Coats se graduó de Wheaton College en Illinois y de la Universidad de Indiana Robert H. McKinney School of Law. Sirvió en el ejército de los EE. UU. (1966-1968). Antes de servir en el Senado de los EE. UU., Coats fue miembro de la Cámara de Representantes de los Estados Unidos, representando el cuarto distrito congresional de Indiana de 1981 a 1989. Fue designado para ocupar el escaño del Senado dejado vacante por Dan Quayle después de la elección de Quayle como vicepresidente de los Estados Unidos. Coats ganó las elecciones especiales de 1990 para servir el resto del mandato no vencido de Quayle, así como las elecciones de 1992 por un período completo de seis años. No buscó la reelección en 1998 y fue sucedido por el demócrata Evan Bayh.
Después de retirarse del Senado, Coats se desempeñó como embajador de los Estados Unidos en Alemania de 2001 a 2005 y luego trabajó como cabildero en Washington D. C. Fue reelecto en el Senado por un amplio margen en 2010, sucediendo a Bayh, quien anunció su propia jubilación en breve después de que Coats declarara su candidatura. Coats se negó a postularse para la reelección en 2016 y fue sucedido por Todd Young.
El 5 de enero de 2017, Coats fue anunciado como el candidato del presidente electo de los Estados Unidos, Donald Trump, para el puesto de Director de Inteligencia Nacional, para suceder a James R. Clapper. Su mandato comenzó el 16 de marzo de 2017.
- Datos: Q632321
- Multimedia: Dan Coats / Q632321